# Mario Cappelli
Mario Cappelli (Prato, 1915 – 1978) è stato uno scultore italiano.

## Biografia
Figlio del lapicida pratese Alcide, studiò all'Istituto d'arte fiorentino con Libero Andreotti.
Il suo primo successo nazionale fu la vittoria ai Littoriali di Venezia del 1936 con una scultura allegorica a tutto tondo ispirata al tema del risparmio.
Amico e compagno di studi di artisti quali Oscar Gallo, Quinto Martini e Sergio Fiaschi, operò intensamente nella sua città natale, sia come scultore che come lapicida, distinguendosi nelle opere più impegnative per un linguaggio di classica essenzialità.
Soldato sul fronte balcanico, dopo l'8 settembre del 1943 partecipò alla lotta di liberazione nella Divisione Italiana Partigiana Garibaldi.

## Opere principali
- Decorazione scultorea per l'esterno dell'attuale scuola elementare C. Guasti di Prato (1938 - 1939).
- Ritratto di Cesare Guasti nell'atrio dell'omonima scuola
- Monumento ai martiri partigiani di Figline di Prato, Cimitero della Chiesanuova, Prato (1945).
- Sepolcro di Sem Benelli, Chiostro di San Domenico, Prato (1951).
- Statue marmoree di San Pietro e San Paolo che ornano in due nicchie la facciata della Chiesa di San Pier Fiorelli (San Pierino), a Prato
- Ritratto su stele di Don Sbarra, in Quarrata